# Al-Kazimiyya-Moschee

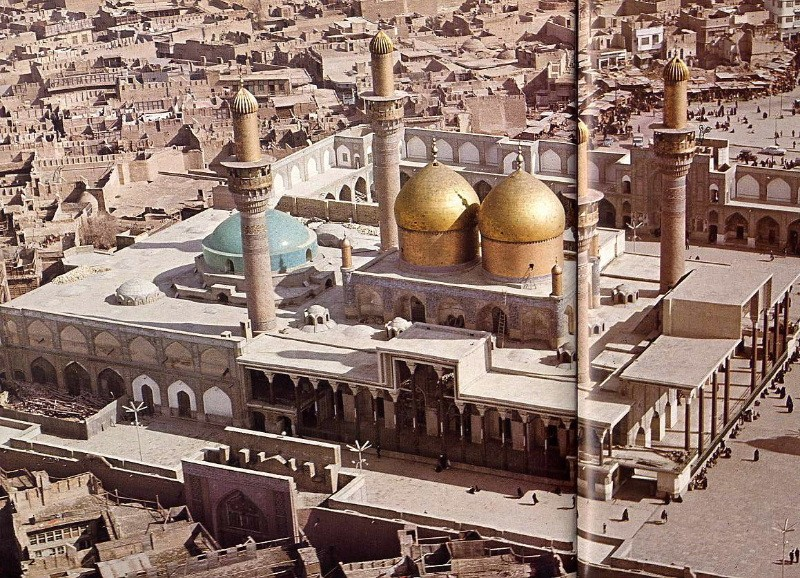
al-Kazimiyya-Moschee

Die al-Kazimiyya-Moschee (Arabisch: مَسْجِد ٱلْكَاظِمِيَّة) ist eine Moschee in al-Kazimiyya, einem Vorort von Bagdad im Irak.
In ihr befinden sich die Gräber zweier Imame der Zwölferschiiten: des siebten Imams Mūsā al-Kāzim und des neunten Imams Muhammad al-Taqi. Eine im Jahr 2005 unter Pilgern ausgelöste Massenpanik führte zum Tode von 953 Menschen.
Bei Gründung von Bagdad 762 erbaute al-Mansur an einem als Shunizia-Gärten bekannten Ort außerhalb der Stadt für seine Familie den Quraisch-Friedhof. Auf diesem Friedhof wurden 799 der siebte Imam Musa und 835 der neunte Imam al-Taqi begraben, an deren Begräbnisstätten die heutigen Schreine stehen, was den Ort zu einer Pilgerstätte für die Anhänger des Schiitischen Islam machte.

## Architektur
Das heutige Gebäude besteht aus einer Anlage, in der das Mausoleum der beiden Imame untergebracht ist, und einer Moschee. Die Nord- und Südseite sind 131,2 m lang, während die Ost- und Westseite 124 m lang sind. Die Wände des Innenhofs bestehen aus kleinen Räumen, die sich durch Spitzbögen zum Innenhof hin öffnen. Mehrere Tore durchbrechen die Umfriedung, darunter: Bab al-Farhadiyyah mit der Fatihah; Bab al-Mural und Bab al-Qibla in der dem Mausoleum zugewandten südlichen Umfassungsmauer.

Das Mausoleum wird auf drei Seiten von hohen Tarimas (eine Loggia in der islamischen Architektur vor allem in Palästen und Schreinen mit einer von dünnen Holzsäulen getragenen Decke und einem höheren Mittelteil) eingerahmt. Die westliche Tarima, die Quraisch-Tarima, ist 37 m lang und 6,5 m breit. Die östliche Tarimah, 49 m mal 5,2 m, ist an der Decke mit epigraphischen Texten und geometrischen Motiven verziert. Die südliche Tarimah, an der Qibla-Wand, misst 47,2 m mal 6 m und ist mit Spiegelmosaiken verziert.

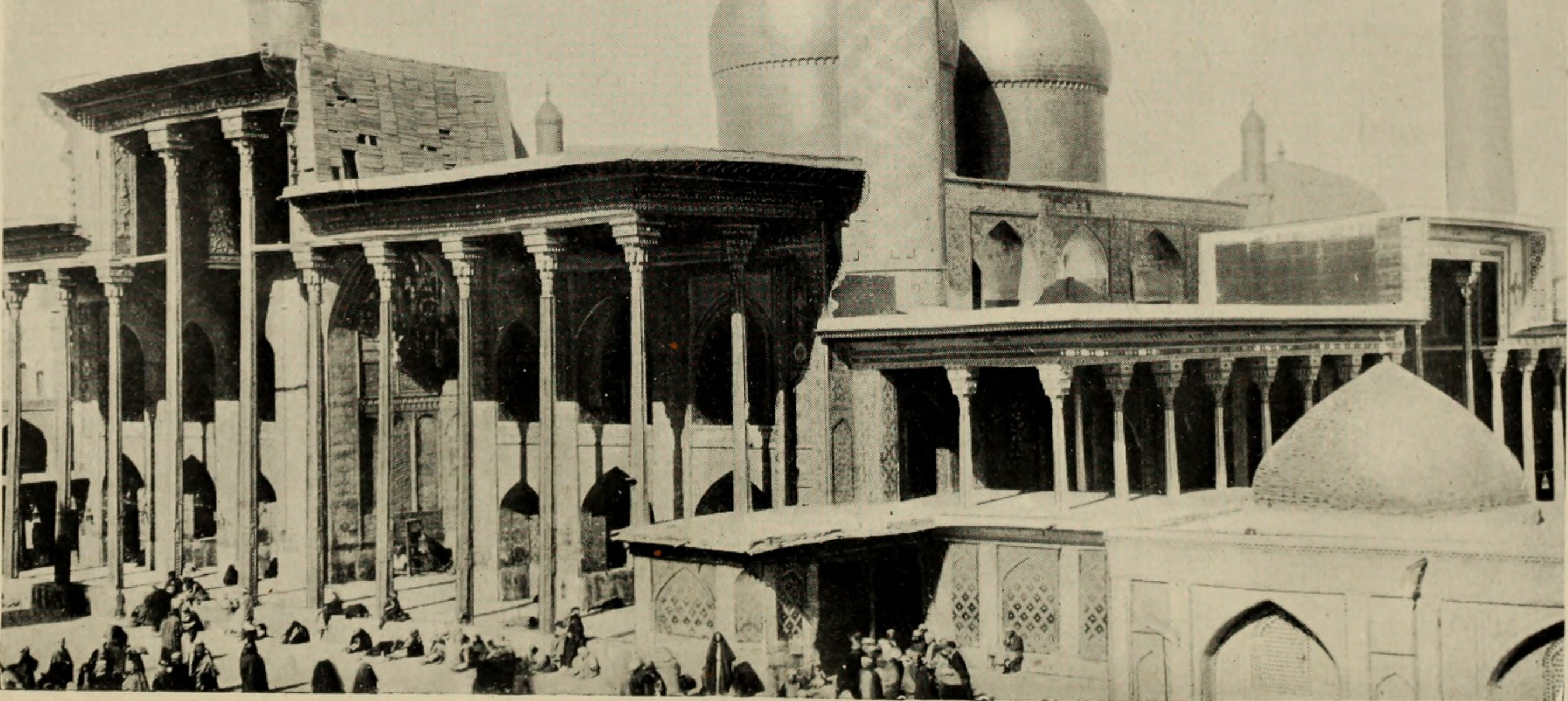
Zwei Tarimas des Mausoläums

Der Grabraum, in der Mitte der Rawda (dem inneren Heiligtum), besteht aus zwei zusammenhängenden quadratischen Arealen, die mit Marmorplatten ausgelegt und von zwei Kuppeln gekrönt sind. An den Wänden befinden sich bis zu 1,4 Meter hohe Marmorplatten, über denen eine Zeile mit Koraninschriften verläuft. In der Mitte dieses Innenraums und unter den beiden Kuppeln befinden sich die beiden Sarkophage. Ein aus vier Riwaqs bestehender Wandelgang ist in gleicher Weise dekoriert wie die oben beschriebenen Rawdas. Er hat sechs Eingänge mit silbernen und goldenen Verzierungen, die zu den Rawdas führen. Sechs Oberlichtfenster erhellen die innere Rawda.
Zwischen der nördlichen Umfassungsmauer und dem eigentlichen Heiligtum befindet sich eine Moschee, die aus einer großen hypostylischen Gebetshalle besteht, die sich durch eine niedrige Kuppel an ihrem südlichen Ende von den beiden über der Grabkammer befindlichen Hallen unterscheidet.

## Geschichte
Die Kazimiyya-Moschee wurde mehrfach rekonstruiert und verändert. Es handelt sich um ein safawidisches Bauwerk mit Einflüssen von regionaler Stilen, manchmal mit Anklängen an osmanische Dekorelemente.

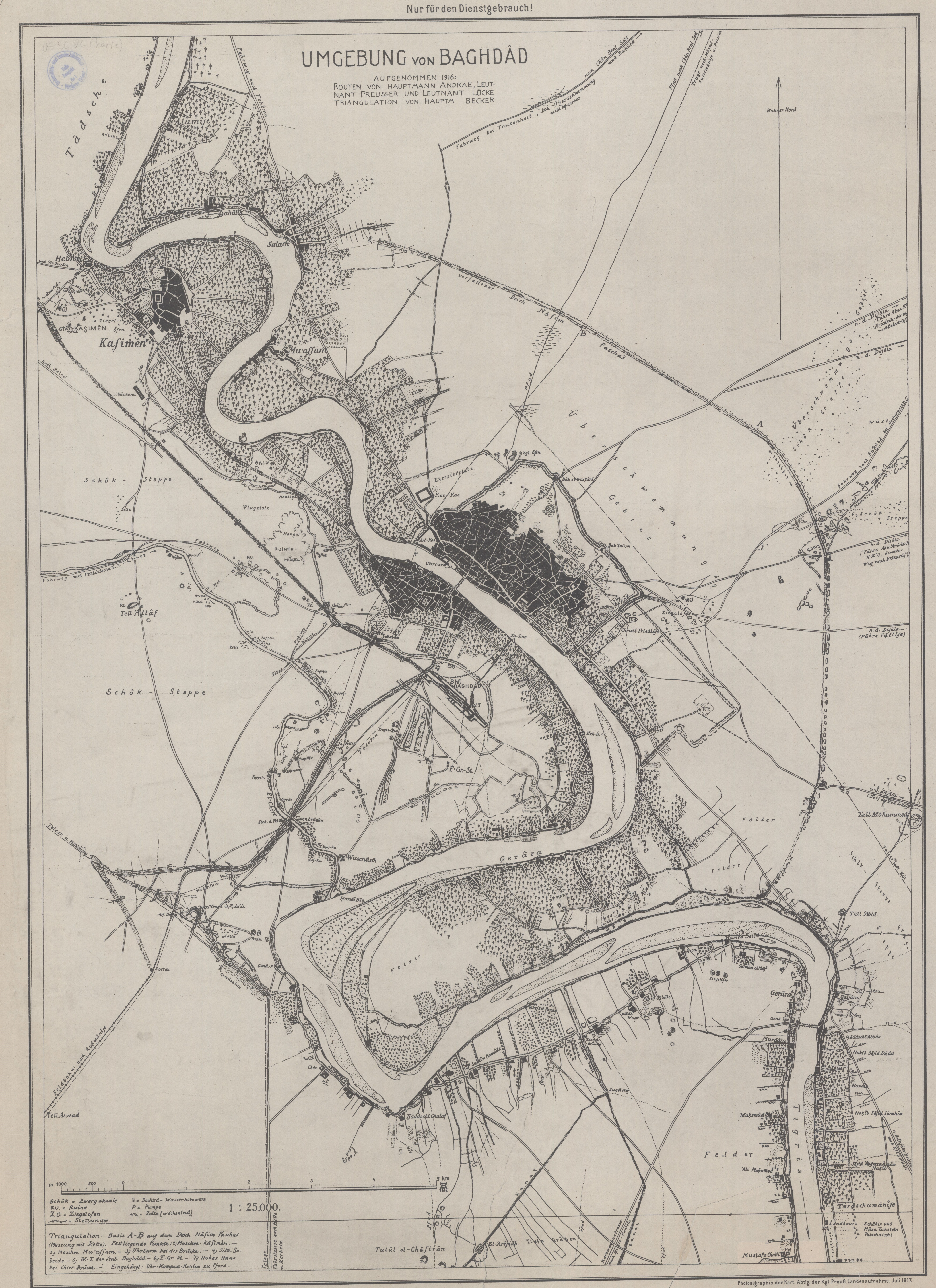
Umgebung von Bagdad mit Kazimiyya

Unter der schiitischen Buyiden-Dynastie wurden mehrere Restaurierungs- und Ergänzungsarbeiten durchgeführt. Adud ad-Daula restaurierte das Heiligtum erstmals nach der Überschwemmung von 978. Nach einer zeitgenössischen Beschreibung des Bauwerks wurden die beiden Gräber als von hölzernen Kuppeln gekrönt und von einer Einfriedung umgeben beschrieben. Im Jahr 1052 wurde das Gebäude als mit einer großen Kuppel in der Mitte und Minaretten an den Seiten beschrieben. Es folgten mehrere Restaurierungsarbeiten in den Jahren 1097, 1159 und 1154. Zu dieser Zeit wurde das Heiligtum als Madrasa und Waisenhaus genutzt.

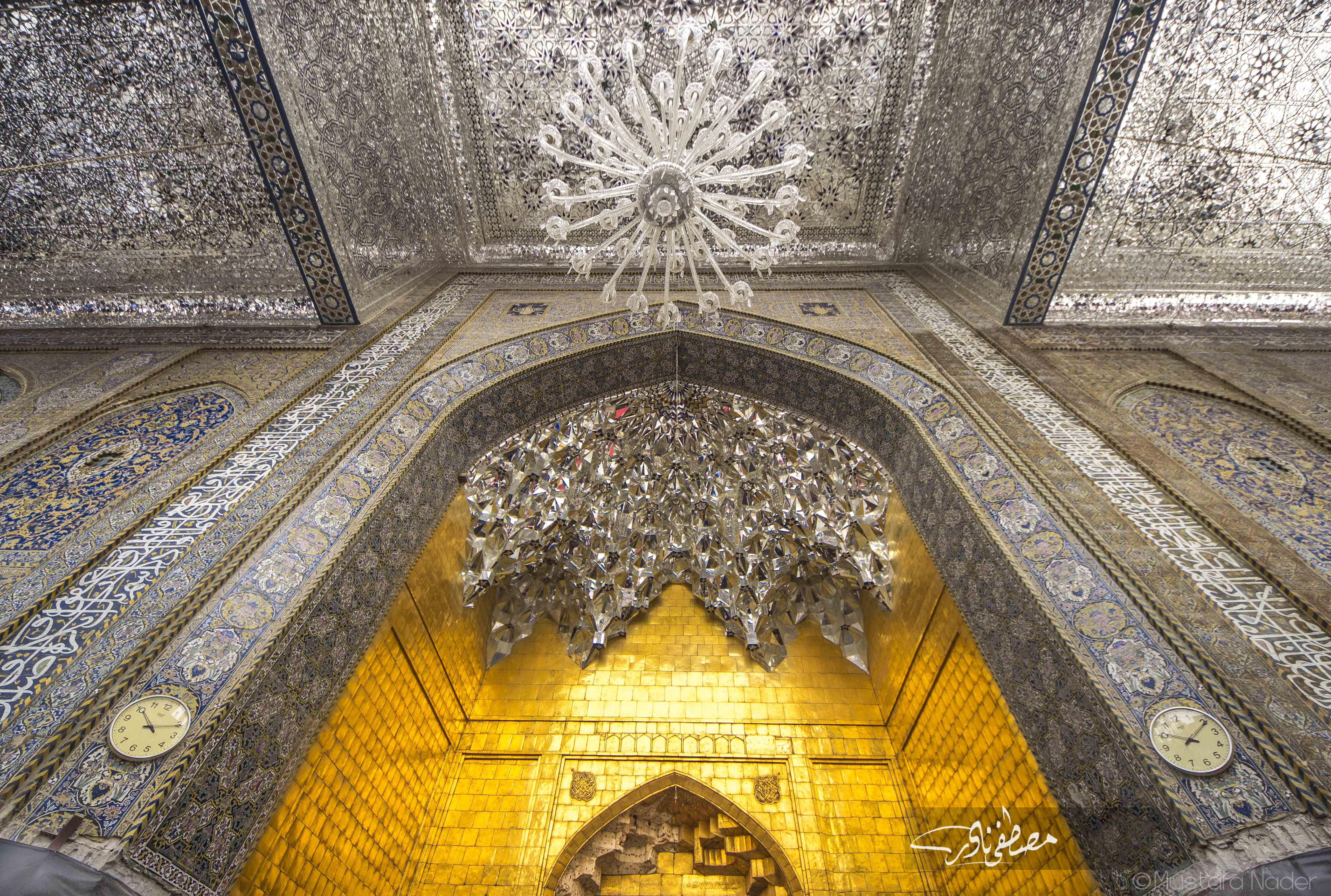
Ornamentierung im Inneren

Während des Abbasidenkalifats von al-Zahir geriet die Kuppel in Brand und wurde von al-Mustansir restauriert. Von diesem Zeitpunkt an wurde der Schrein al Maqbarah al Jadidah genannt, was so viel bedeutet wie das neue Grabmal. Er erlangte größere Bedeutung, da er ab dem dreizehnten Jahrhundert als eines der wichtigsten Bauwerke Bagdads galt. Es wird von einer großen Kuppel, einer Bibliothek und einem Waisenhaus berichtet. Dem Heiligtum vorgelagert war ein großer Hof, der wahrscheinlich von Räumen und einer Fassade mit einem großen Iwan umgeben war, ähnlich wie bei anderen seldschukischen Bauwerken dieser Zeit. Während der Mongoleninvasion wurde der Schrein stark beschädigt und sein erster Wiederaufbau geht auf Imad al-Din al-Qazwini zurück. Ibn Battuta beschreibt sie im vierzehnten Jahrhundert als eine große Anlage, deren Gräber aus Holz mit einem Silberüberzug bestehen. Im Jahr 1356 verursachte eine zweite Überschwemmung große Schäden an dem Schrein. Daraufhin wurde er nach dem früheren Plan mit zwei Minarettkuppeln restauriert, die der heutigen Form wahrscheinlich recht nahe kommen.

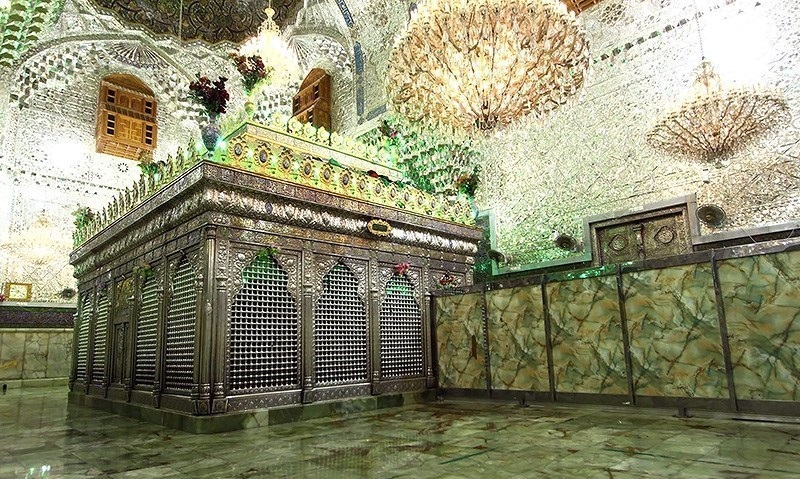
Sarkophag

Als der Safawiden-Schah Ismail 1508 in die Stadt kam, ordnete er einen vollständigen Umbau des Schreins an. Die Rawda wurde vergrößert, der Boden des Schreins wurde mit Marmor ausgelegt, die Sarkophage wurden aus Holz neu gebaut und an den Außenwänden wurde eine Koraninschrift graviert. Die Anzahl der Minarette wurde auf vier erhöht, so dass sie den Moscheen jener Zeit ähneln. Eine der wichtigsten Änderungen am Gesamtplan der Anlage war der Bau einer Moschee an der Nordseite des Schreins.
Als Suleiman der Prächtige 1534 in Bagdad einzog, beschloss er, die von den Safawiden begonnenen Arbeiten fortzusetzen: Das nördliche Minarett wurde 1570 fertiggestellt. Nach der Eroberung Bagdads im Jahr 1623 durch den Safawidenschah Abbas ordnete dieser den Wiederaufbau des Schreins an, der während der Eroberungszüge der Safawiden einige Schäden erlitten hatte.
Die Eckminarette wurden später von Aga Mohammed Qadschari fertiggestellt, und ein großer Innenhof, der bis heute besteht, ist dem Haram zugewandt. Mohammed Schah und Schah Fath Ali ließen die Kuppeln und Wände der Rawdah und die Zinnen der vier Minarette mit Material aus dem Heiligtum von Imam Hussain in Kerbala verzieren.

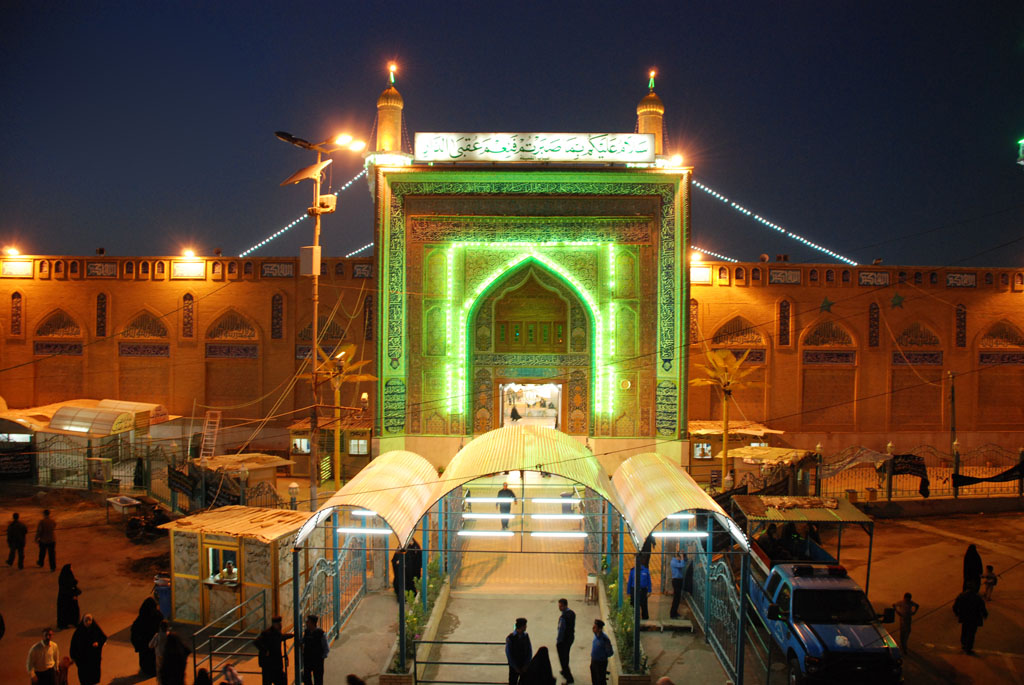
Moschee-Tor bei Nacht

Als Schah Nassir 1864 neue Restaurierungsarbeiten an der Anlage anordnete, wurde die Fassade mit Kaschan-Fliesen verziert, die beiden Tarima vor dem Haram an der Süd- und Ostseite wurden mit Marmor verkleidet, und die östliche Tarima, die von einem auf 22 Holzsäulen stehenden Flachdach bedeckt ist, wurde fertiggestellt. In den folgenden Jahren förderte er verschiedene andere Restaurierungs- und Dekorationsarbeiten, wie z. B. die goldene Dekoration auf dem Iwan in der Mitte der östlichen Tarima, die silberne Verzierung der Tür zwischen der Rawda und der südlichen Riwaq, das zweite Stockwerk über den Sahn-Galerien und die Errichtung der Fundamente für zwei Uhrentürme an der Ost- und Südseite. Diese Arbeiten wurden 1884 abgeschlossen; die Kosten sollen sich auf 200.000 Osmanische Lira belaufen haben.
1902-3 wurde die Spiegeldekoration in den südlichen und östlichen Riwaqs fertiggestellt, und in den folgenden sechs Jahren wurde die Außenverkleidung durch dieselbe Dekoration in den nördlichen und westlichen Riwaqs verändert. Die letzten Arbeiten in der Moschee wurden an der westlichen Tarima durchgeführt, die zwanzig Säulen aufweist und mit Spiegeln und Blumenmotiven verziert ist.

## Entwicklung heute

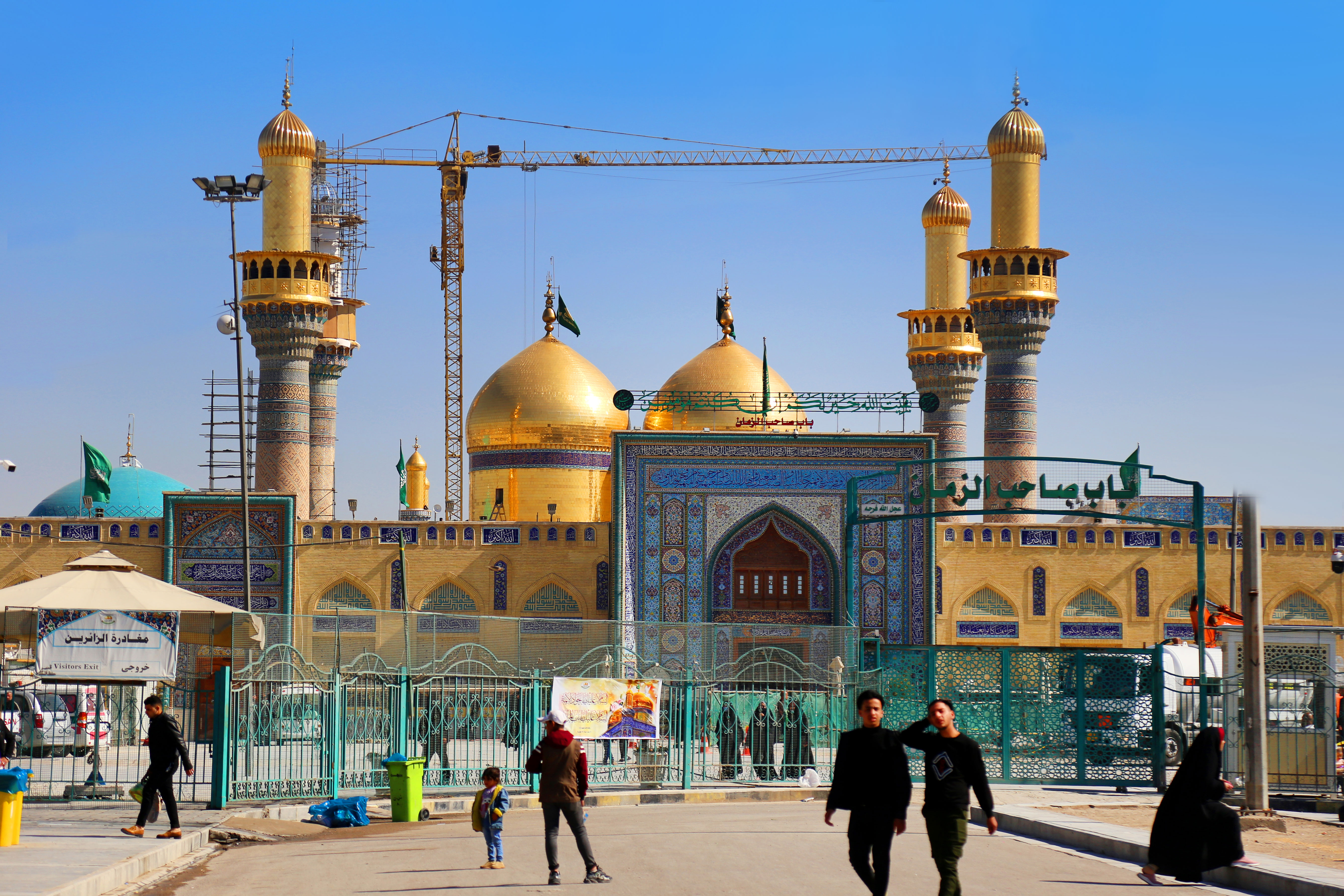
Renovierungsarbeiten 2022

Der Kazimiyyah-Schrein befindet sich heute in einem westlichen Viertel von Bagdad, das als al-Karch bekannt ist. Im Jahr 1970 wurde er in den Masterplan für die Stadt Bagdad aufgenommen, der ein Sanierungsprojekt vorsah, bei dem die Slums rund um den Schrein geräumt werden sollten, um Platz für Gärten und begrünte Plätze zu schaffen und Standorte für öffentliche Gebäude bereitzustellen. Im Jahr 1980 wurde mit dem Abriss des nördlichen und westlichen Teils des Schreins begonnen. Eine Moschee, Bäder und einige schöne Häuser wurden zerstört, und auf dem geräumten Gelände wurden neue Basare gebaut. Ein neuer Masterplan für die heiligen Stätten wurde bei HNNA in Auftrag gegeben.